# 砂益
砂益，是馬來西亞柔佛州东甲县内的一个华人新村。

## 历史
砂益原是一望无际的胶园，在紧急法令时期，其中120余亩的园丘被当局开辟成华人新村。早期的砂益被多个上千英亩计算的大型园丘环绕着，而村民多数是大园丘的雇工，并以割胶为生。在老一辈村民的回忆中，新村未成立前，砂益附近有不少华裔小村落，如仙达村、大合村，住在园丘的华裔村民集合起来，自成一村并自资办校，以为华裔子弟提供母语教育。紧急法令施行后，原本住在园丘的华裔居民都被集中在新村里，当时约有200户村民迁入，而少部分园丘的员工则获准居住在园丘里，不过同样设有围篱，出入也受到管制。随着村民被迁移，仙达村、大合村等这些小村落也随之消失了。
一校一庙是绝大多数新村独有的特色，而在砂益新村也有一间历史悠久，供奉妈祖的天后宫，也是凝聚村民的场所，并在近年进行重建。天后宫的缘起是一户村民在家供奉妈祖，当时这位村民只是在红纸上写着“天后宫”，并贴在香炉上，后来这位村民决定返回中国，就将他住的亚答屋和“天后宫”交给当地村民林钻管理。林钻自此诚心膜拜，并发愿为妈祖建造庙宇，在村民齐心协力之下，天后宫终于在1946年建成，而林钻也被妈祖“钦点”为理事会主席。林佛光也是林钻的孙子，自小就跟随祖父到天后宫祭拜。
根据幼年时住在仙达村的启群学校董事长罗元春表示，在未有新村前，园丘里的华裔村落设有3所华小，不过都是由简陋的亚答屋或高脚屋搭成。他依稀记得他就读的学校名为新民学校，全校仅有20余人，执教的是曹均荣老师，平时老师就住在学校后搭建的房间。他说，当时砂益共有3所民办的学校，即仙达村、大合村各一所，另一所则位于旧街场，也就是启群学校的前身。有了新村后，在园丘村落的学校都关闭了，村民本着再穷不能穷教育的精神，就在新村内兴建启群学校，成为砂益当地唯一的华小。
砂益是一个纯扑恬静的小乡镇，紧急法令结束后也没有巨大的变化，只是附近多了数个花园住宅区，现今部分村民依然在自己的园地割胶，而年轻一代都往外发展，使这里逐渐成了老人村。咖啡店是当地村民最爱聚集的地方，不论何时咖啡店都能见到不少村民聚集，喝着咖啡，看着报纸高谈阔论，这就是砂益新村的生活面貌。
小园主许益山表示新村成立时，全村约有200多户人家，早期以广东人居多，现在由各个籍贯组成。他回忆当时每天清晨村民有的走路，有的踏脚车成群结队到胶园割胶，傍晚前就要回到村里，而且当时砂益都是红泥路，到了下雨天就是村民的苦难日子。这是因为当时没有水电供应，每家每户都点煤油灯，当地直至70年代起才有电流供应，不过当时的电供只是从傍晚6时至上午6时，每户也只有100瓦特的电源，不能使用电冰箱、电风扇。甘财源则表示，英殖民政府当时只提供地段给村民，并由村民自己搭建屋子。政府规定新村内两排是商店，因此早期有5、6间咖啡店、6间杂货店、3间脚车店等，整个新村总共有30余间商店。

## 設施
- 砂益國中
- 清真寺（Masjid Baiturrahman）

## 交通
- 乘座65號巴士[4]